# Ridha Béhi
Ridha Béhi (àrab: رضا الباهي, Riḍā al-Bāhī) (Kairuan, 7 d'agost de 1947) és un director i productor de cinema tunisià.

## Biografia
Va estudiar sociologia i va obtenir un màster el 1973 a la Universitat de París X Nanterre i un doctorat a l'École pratique des hautes études el 1977 amb una tesi titulada Le cinéma et la société en Tunisie dans les années 60 sota la direcció de Marc Ferro. Com a ajudant de televisió a Tunísia, va escriure els guions de tres curtmetratges entre 1964 i 1967 i el 1967 va realitzar el seu primer curtmetratge, La Femme statue dins de la Federació Tunisiana de Cineastes Aficionats.
Els seus dos primers llargmetratges, Soleil des hyènes (1977) i Les Anges (1984), es van presentar a la Quinzena de Realitzadors de Canes el 1977 i el 1985 respectivament. Les hirondelles ne meurent pas à Jérusalem va rebre el premi de la crítica internacional a les Journées cinématographiques de Carthage el 1994. La Boîte magique (2002) fou seleccionada a la Mostra Internacional de Cinema de Venècia, va rebre un Premi Especial del Jurat al Festival de Cartago i també una menció especial al jurat al 22è Festival Internacional de Cinema d'Amiens. Va ser seleccionada com a entrada tunisiana per a la millor pel·lícula en llengua estrangera als Premis Oscar, però no va ser nominada.
Va anunciar el seu nou llargmetratge titulat inicialment Brando and Brando amb Marlon Brando interpretant-se a si mateix. Però el rodatge va ser interromput per la mort de Marlon Brando. La pel·lícula es va estrenar finalment com a Always Brando l'any 2011. Va ser seleccionada per ser projectada al Festival Internacional de Cinema de Toronto.
La seva pel·lícula Fleur d'Alep es va estrenar l'any 2016. Va ser seleccionada per representar Tunísia a l'Oscar a la millor pel·lícula de parla no anglesa als Oscars de 2016, però fou canviada per À peine j'ouvre les yeux de Leyla Bouzid. La pel·lícula es va estrenar inicialment al 27è Festival de Cinema de Cartago el 28 d'octubre de 2016, i després es va estrenar regularment a Tunísia el 6 de novembre de 2016.
També va dirigir una dotzena de documentals als estats àrabs del Golf Pèrsic entre el 1979 i el 1983, i una sèrie per al canal Al Jazeera titulada Portraits de cinéastes, entre 2006 i 2008. Paral·lelament entre 1977 i 1980 ha distribuït a França les pel·lícules Ceddo d'Ousmane Sembène i Iskanderija... lih de Youssef Chahine.
És mestre a l'École supérieure de l'audiovisuel et du cinéma de Gammarth i ha dirigit diversos tallers d'escriptura arreu del món, com Méditalents que presideix al Marroc el 2012.

## Filmografia
| Any  | Pel·lícula                                 | Acreditat com a | Acreditat com a | Acreditat com a | Notes          | Ref   |
| Any  | Pel·lícula                                 | Director        | Productor       | Guionista       | Notes          | Ref   |
| ---- | ------------------------------------------ | --------------- | --------------- | --------------- | -------------- | ----- |
| 1970 | Seuils interdits                           |                 |                 | Sí              |                |       |
| 1977 | Soleil des hyènes                          | Sí              |                 | Sí              |                |       |
| 1984 | Les Anges                                  | Sí              |                 |                 |                |       |
| 1986 | Champagne amer                             | Sí              |                 | Sí              |                |       |
| 1994 | Les hirondelles ne meurent pas à Jerusalem | Sí              |                 | Sí              |                |       |
| 2002 | La Boîte magique                           | Sí              | Sí              | Sí              |                | [ 5 ] |
| 2011 | Always Brando                              | Sí              | Sí              | Sí              |                | [ 7 ] |
| 2016 | Fleur d'Alep                               | Sí              | Sí              | Sí              |                |       |
| 2020 | L'Île du Pardon                            | Sí              | Sí              | Sí              | Post-producció |       |

## Premis
- Oficial de l'Orde del Mèrit de Tunísia – (2004)
- Homenatge al Festival de Cinema Mediterrani de Tetuan – (2013)[15]
- Grand Officer de l'Orde del Mèrit de Tunísia – (2016)
- "Grand Prix Tribute" del Festival de Cinema de Cartago – (2017)[16]
- Premi al millor director al Festival Internacional de Cinema dels Països Mediterranis d'Alexandria – (2017)[17]
- Guanyador del premi del públic al Festival Internacional de Cinema de Mons – (2017)[18]

És membre habitual o president de jurats al món àrab:
- 2008 - Membre del jurat (vídeo) del Festival de Cinema de Cartago[19]
- 2014 – Membre del jurat (llargmetratges) del Festival de cinema africà de Luxor
- 2018 - membre del gran jurat del Festival de Cinema de Cartago[20]
- 2019 – Membre del Jurat del Festival de Cinema Àrab de Malmö (Suècia)[21]